# Summer World University Games 2025
Die Rhine-Ruhr 2025 FISU World University Games (zu deutsch Welt-Universitätsspiele 2025, auch kurz: Rhine-Ruhr 2025) waren die 33. Sommerausgabe der zweijährlichen Welthochschulspiele unter der Regie der Internationalen Universitätssport-Föderation FISU und die zweite Ausgabe nach der Umbenennung. Die bis 2021 als Sommer-Universiade bekannten Wettkämpfe fanden vom 16. bis 27. Juli 2025 in mehreren Städten im Ruhrgebiet in Nordrhein-Westfalen und in Berlin statt und sind die wichtigste Veranstaltung im internationalen Studierendensport. Namensgebend ist die Metropolregion Rhein-Ruhr, die ursprünglich alle Veranstaltungen austragen sollte. Die Spiele waren die ersten seit der Corona-Pandemie, die wieder im regulären Austragungsmodus stattfinden, nachdem die eigentlich geplanten Spiele in Jekaterinburg 2023 wegen des russischen Angriffskriegs gegen die Ukraine abgesagt wurden; stattdessen waren im Jahr 2023 die verschobenen Spiele der Summer World University Games 2021 im chinesischen Chengdu ausgetragen worden.
Duisburg war bereits Austragungsort der Sommer-Universiade 1989 und war 2025 neben Bochum, Essen und Mülheim an der Ruhr wieder Veranstaltungsstätte. Es hielt unter anderem die Eröffnungs- und Schlussfeier ab. Düsseldorf war ursprünglich als weiterer Co-Ausrichter eingeplant, fiel jedoch nach einer Umplanung als Wettkampfstandort aus; als Ersatz für die wegfallenden Sportstätten sprang Berlin ein. Berlin und das Ruhrgebiet hatten bereits Die Finals 2021 gemeinsam ausgetragen. Rhine-Ruhr 2025 war damit nach Sizilien 1997 die zweite Ausrichtung der Sommer-Universiade, die über eine Region verteilt stattfand. Sportpolitisch wurde Rhine-Ruhr 2025 mit einer möglichen Olympiabewerbung der Metropolregion Rhein-Ruhr in Verbindung gebracht.
Ausrichter der University Games ist der Allgemeine Deutsche Hochschulsportverband (adh), Veranstalter der Internationale Hochschulsportverband (FISU). Mit der Realisierung ist die Durchführungsgesellschaft der Rhine-Ruhr 2025 FISU World University Games betraut.

## Bewerbungen
Der Allgemeine Deutsche Hochschulsportverband (adh) bemühte sich schon Anfang 2018 um die Austragung der Sommer-Universiade 2025 in Deutschland. Noch im Januar 2018 wollte die FISU im folgenden Sommer das Bewerbungsverfahren offiziell ausschreiben, wozu es aber nicht kam. Sie folgte ihrer schon vor Jahren gewonnenen Erkenntnis, dass es für alle Beteiligten nicht effizient ist in arbeitsaufwendigen Bewerbungsprozessen potentielle Gastgeberstädte und -länder gegeneinander antreten zu lassen und es besser ist stattdessen mit einer Stadt zusammenzuarbeiten. Anfang Dezember 2018 sprach der Bundesinnenminister auf der DOSB-Mitgliederversammlung dem adh die Unterstützung der Bundesregierung aus. Mitte April 2019 besuchte eine adh-Delegation die FISU, die sich über die deutsche Initiative zur Austragung der Universiade erfreut zeigte, und es wurde verabredet, ab sofort einen engen und kontinuierlichen Austausch zu den Fragen einer Bewerbung und Durchführung zu pflegen. Mit der Abgabe des „Letter of Intention“ beim FISU in der zweiten Junihälfte begann dann das Bewerbungsverfahren, das auf der adh-Vollversammlung im November von 95,4 % der anwesenden stimmberechtigten Mitglieder befürwortet wurde und ein weiterer Meilenstein hin zu einer offiziellen Bewerbungsabgabe war. Zu den bisherigen Befürwortern reihten sich in der Folge immer mehr Unterstützer und so konnte der adh in Zusammenarbeit mit dem Bundesministerium des Innern, für Bau und Heimat, der Staatskanzlei des Landes Nordrhein-Westfalen, der FISU sowie den Kommunen Bochum, Duisburg, Düsseldorf, Essen und Mülheim an der Ruhr, den adh-Mitgliedshochschulen sowie weiteren Partnern des organisierten Sports und der Wissenschaft das Durchführungskonzept erfolgreich entwickeln. Eine Machbarkeitsstudie resp. Potenzialanalyse hatte die Region Rhein-Ruhr als mögliche Ausrichterregion zum Ergebnis gehabt und spezifische Konzeptvorschläge ausgearbeitet. NRW-Ministerpräsident Armin Laschet sah in der Austragung der Universiade 2025 einen weiteren wichtigen Baustein auf dem Weg zu den Olympischen und Paralympischen Sommerspiele 2032 an Rhein und Ruhr. In seiner Plenarsitzung stimmte der Landtag von Nordrhein-Westfalen am 8. Oktober 2020 einstimmig für den fraktionsübergreifenden Antrag unter Tagesordnungspunkt 12 „Sommer-Universiade Rhein-Ruhr 2025 nach NRW holen“. Mitte März 2021 konnte der adh vermelden, das Bewerbungsdossier fristgerecht bei der FISU eingereicht zu haben. Nach einem Inspektionsbesuch einer FISU-Delegation vom 5. bis 7. Mai stand die endgültige Entscheidung des FISU-Exekutivkomitees bei seiner Sitzung am 15. Mai 2021 in Düsseldorf über die Vergabe an, die für Rhein-Ruhr ausfiel.
Auch Budapest, das für die Austragung der Sommer-Universiade 2019 wegen mangelnder Übernachtungskapazitäten zurückziehen musste, hatte erneut Interesse bekundet. Die FISU stand aber hinter einer deutschen Bewerbung, von deren konzeptionellen Vorüberlegungen sie überzeugt war.

## Sportstätten und Infrastruktur
Die FISU gibt für das Programm ihrer Sommerspiele ein Programm von 15 Kernsportarten vor. Zusätzlich kann das ausrichtende Komitee aus dem Programm weiterer über die FISU organisierten Unisportarten optionale Turniere wählen. Um die Belastung für die Ausrichterstädte gleichbleibend zu halten, wurde eine Beschränkung auf maximal drei zusätzliche Sportarten eingeführt. Rhine-Ruhr 2025 ist die zweite Edition der Spiele, bei der diese Regel greift und insgesamt 18 Sportarten ausgetragen werden.
Kernsportarten, durch die FISU vorgegeben:
- Badminton
- Basketball
- Bogenschießen
- Fechten
- Geräteturnen
- Judo
- Leichtathletik
- Rhythmische Sportgymnastik
- Schwimmen
- Taekwondo
- Tennis
- Tischtennis
- Volleyball
- Wasserball
- Wasserspringen

Zusätzliche Sportarten, durch die Veranstalter ausgewählt:
- 3×3-Basketball und  3×3-Rollstuhlbasketball
- Beachvolleyball
- Rudern

Die Spiele markierten das Debüt von 3×3-Basketball und seiner Rollstuhl-Variante bei den Universitäts-Sommerspielen. Beachvolleyball war zuletzt 2013 ausgetragen worden, Rudern wurde schon 2021 ins Programm aufgenommen. Mit 3×3-Rollstuhlbasketball wird außerdem erstmals eine Parasportart bei den Universitäts-Sommerspielen ausgetragen. Nach den FISU-Winterspielen in Turin sind die Sommerspiele an Rhein und Ruhr damit die zweite Universidade bei der Parasportler antreten.

### Austragungsstätten

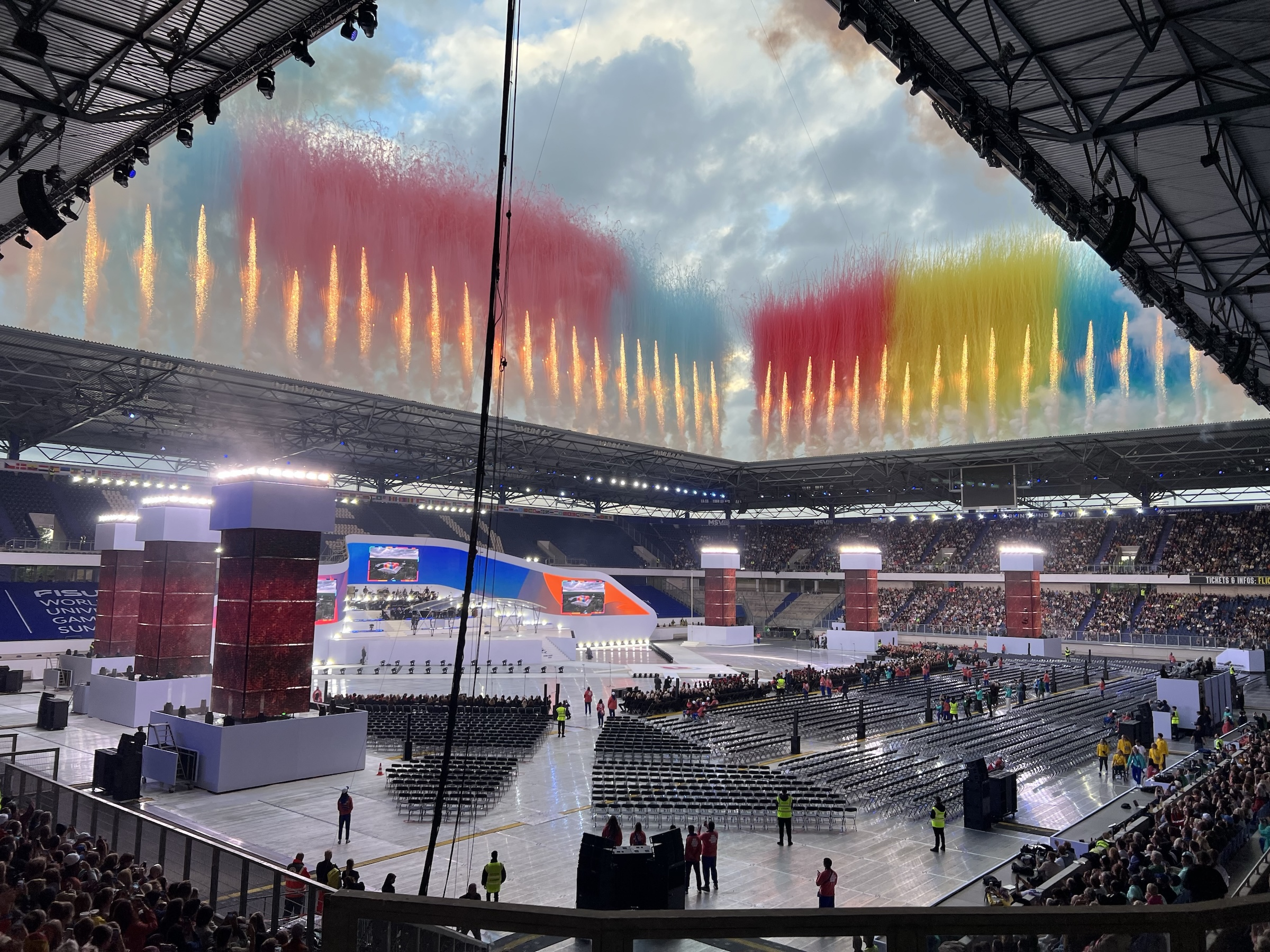
Eröffnungsfeier in der Schauinsland-Arena Duisburg

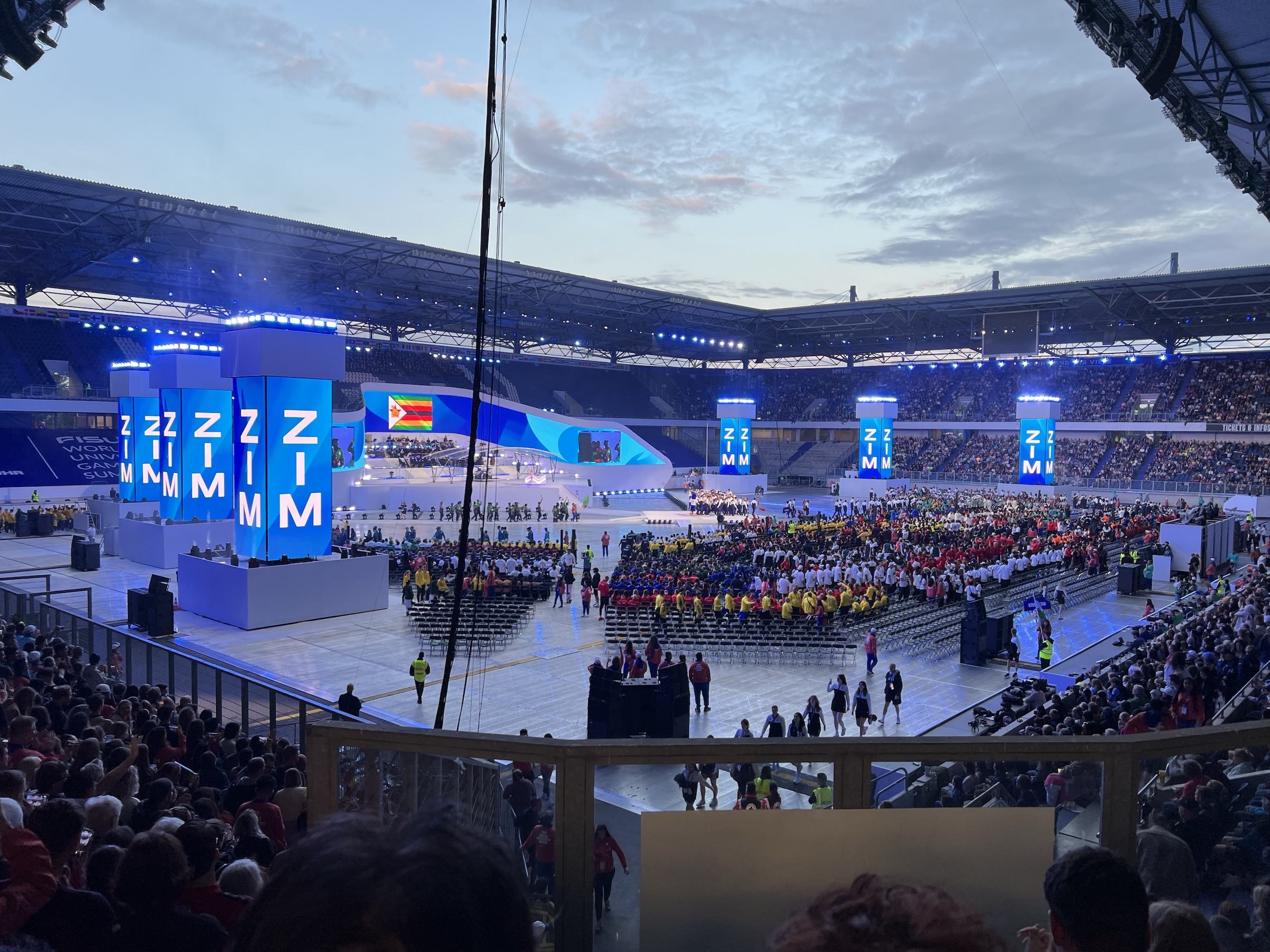
Eröffnungsfeier in der Schauinsland-Arena Duisburg

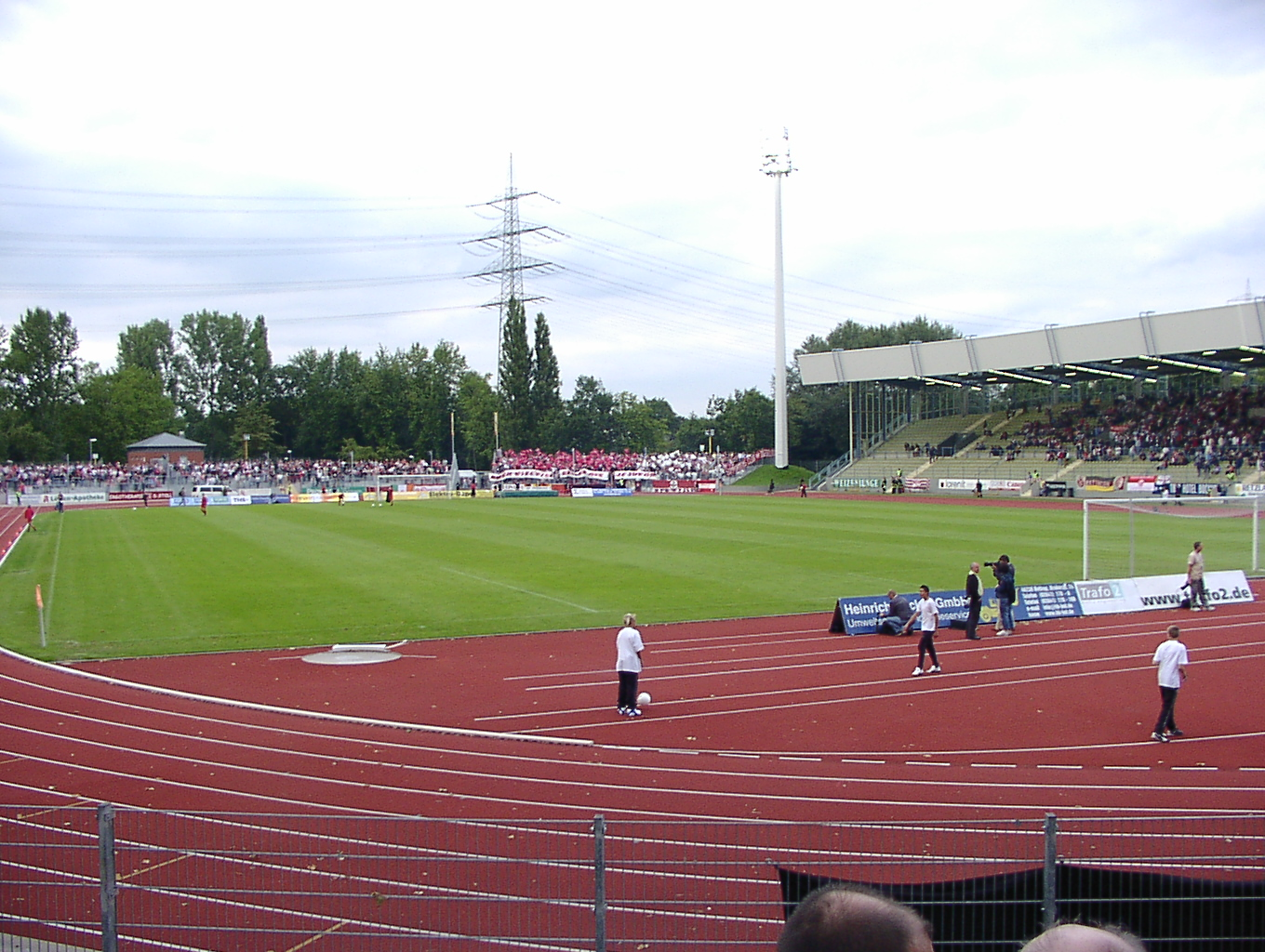
Das Lohrheidestadion in Bochum-Wattenscheid richtete die Leichtathletik-Wettkämpfe aus.

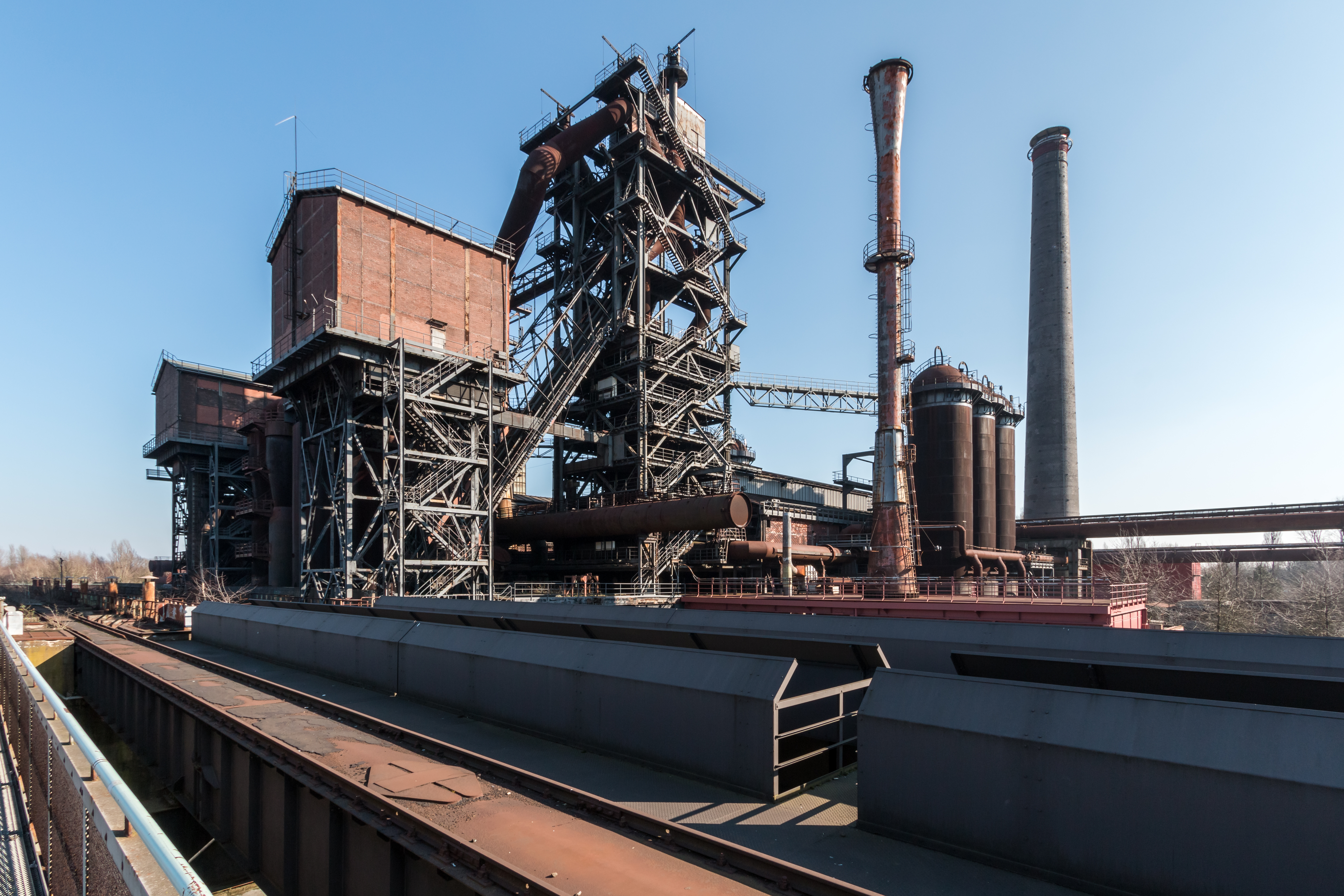
Hochofen im Landschaftspark Duisburg-Nord, Austragungsort der Abschlussfeier.

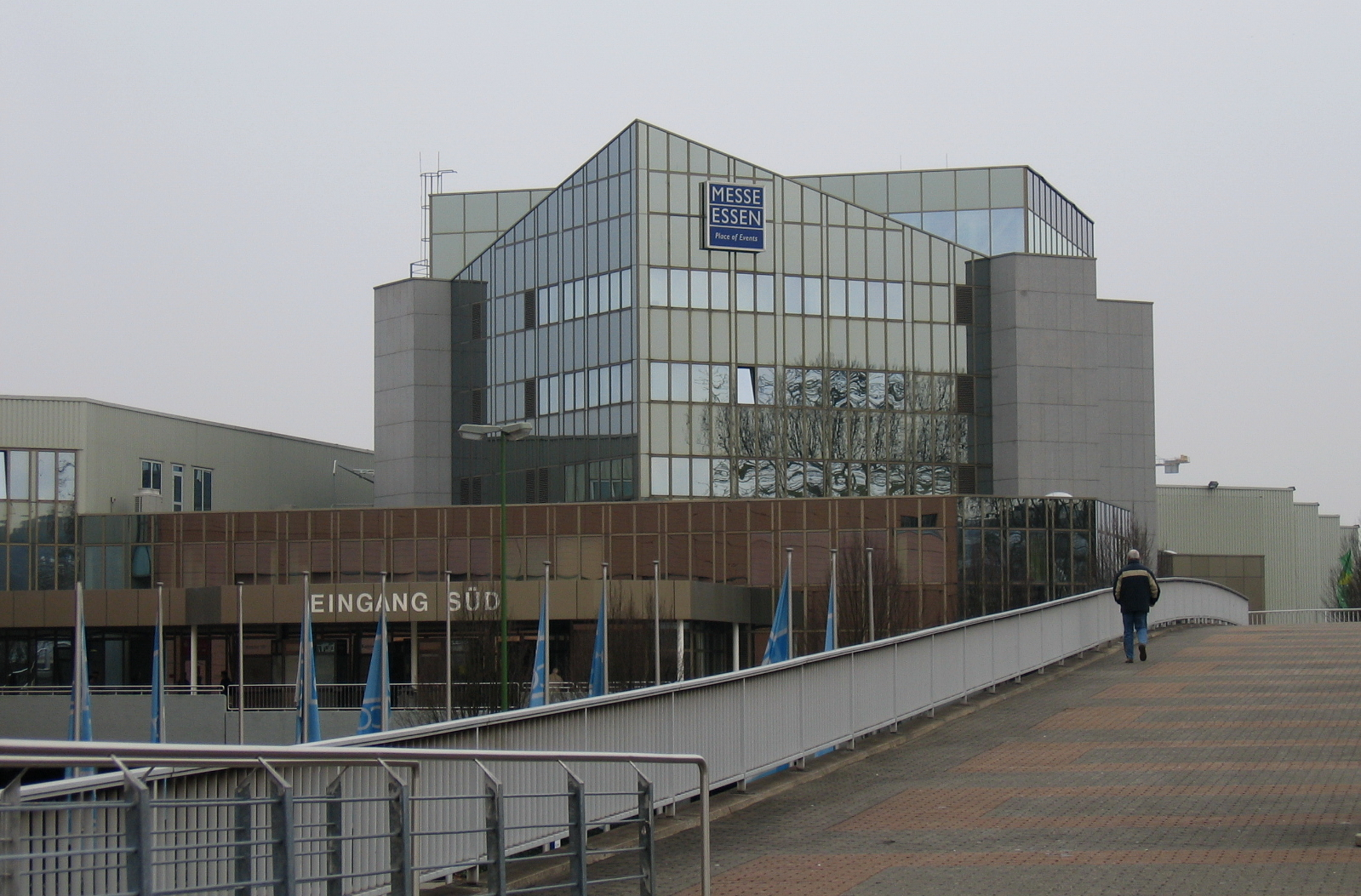
Auf dem Essener Messegelände wurden u. a. Judo und Fechten veranstaltet.

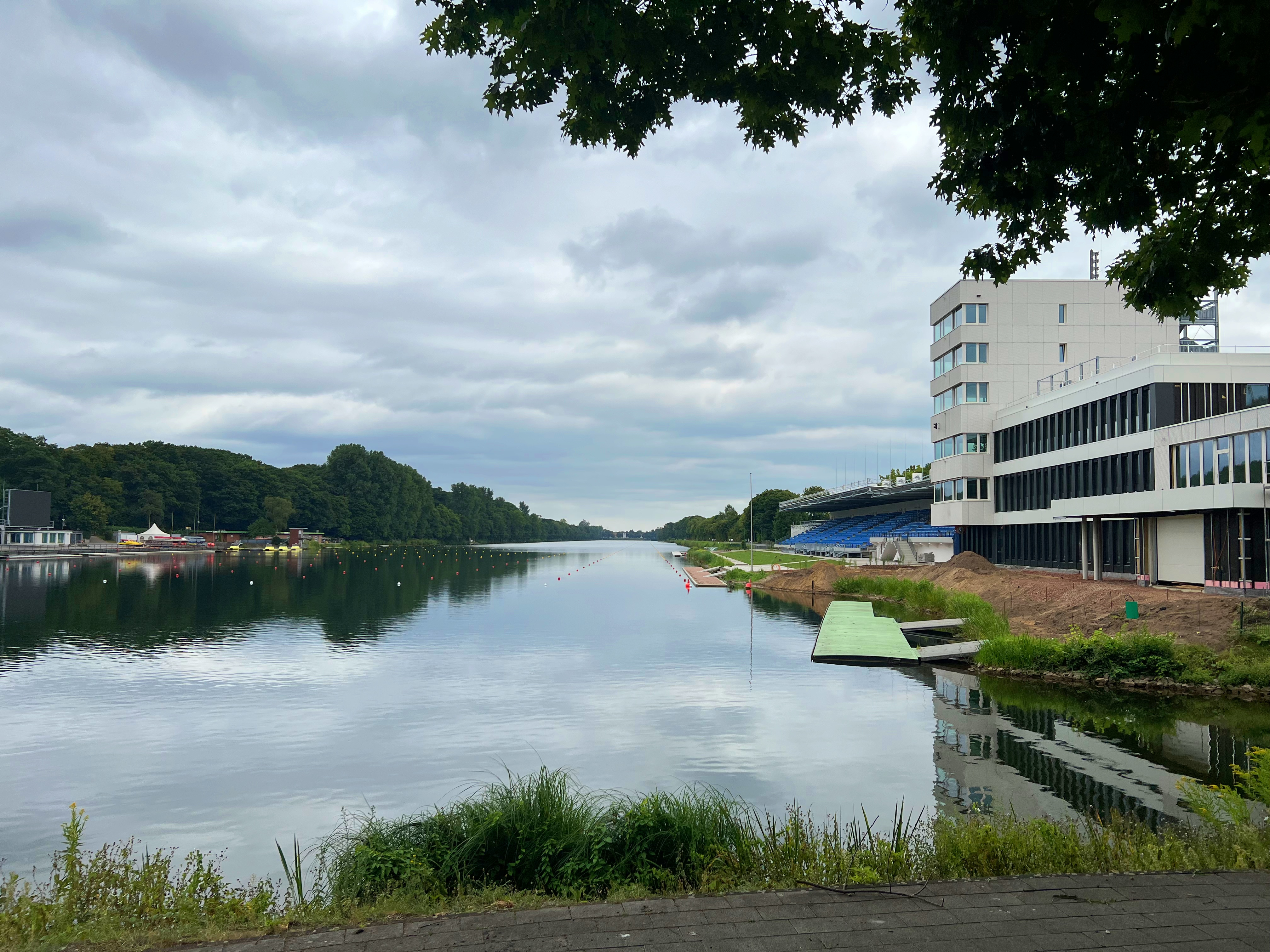
Auf der Regattabahn im Sportpark Duisburg-Wedau wurden die Ruderwettkämpfe ausgetragen.

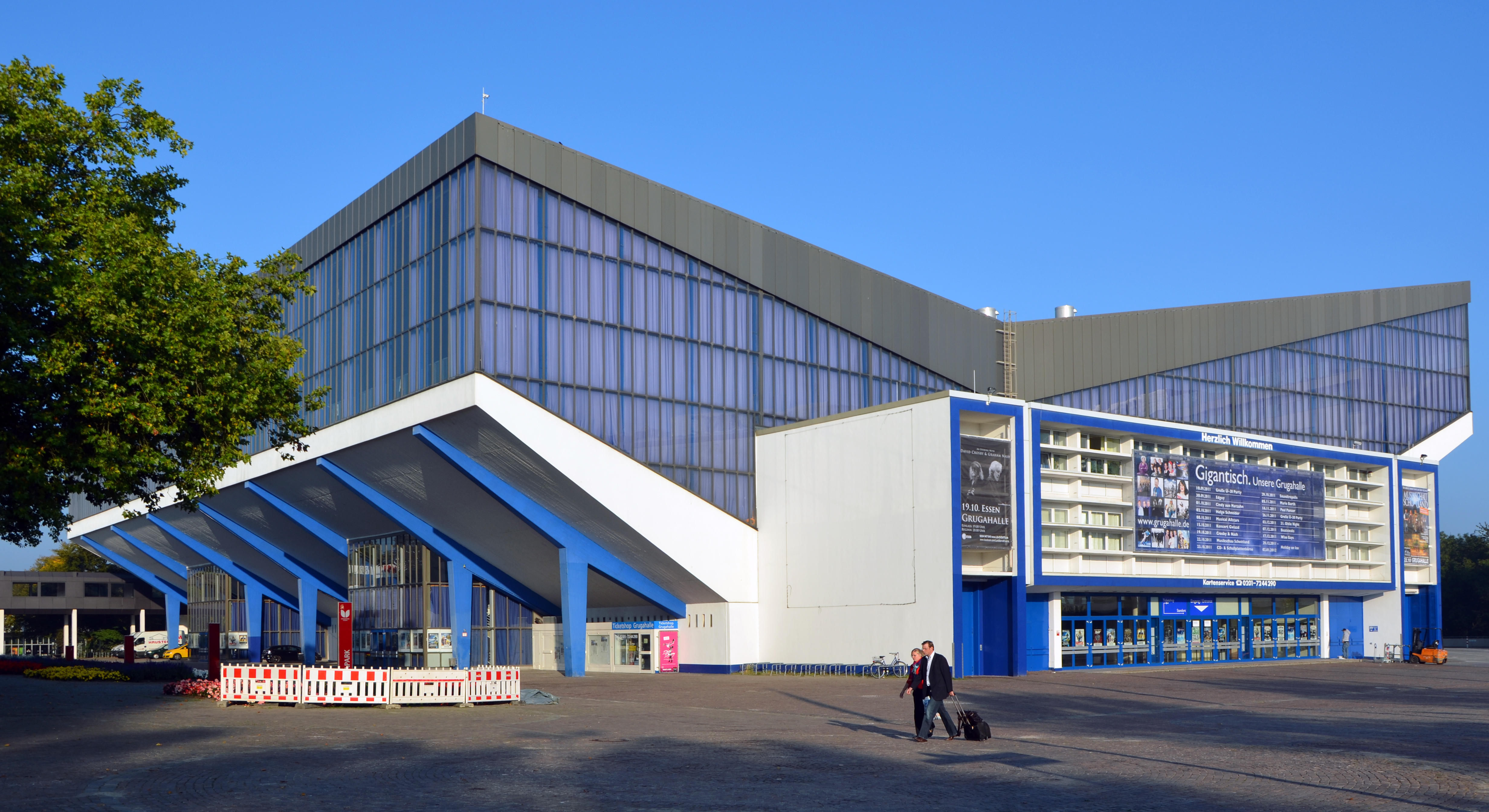
In der Essener Grugahalle wurden Basketballspiele gespielt.

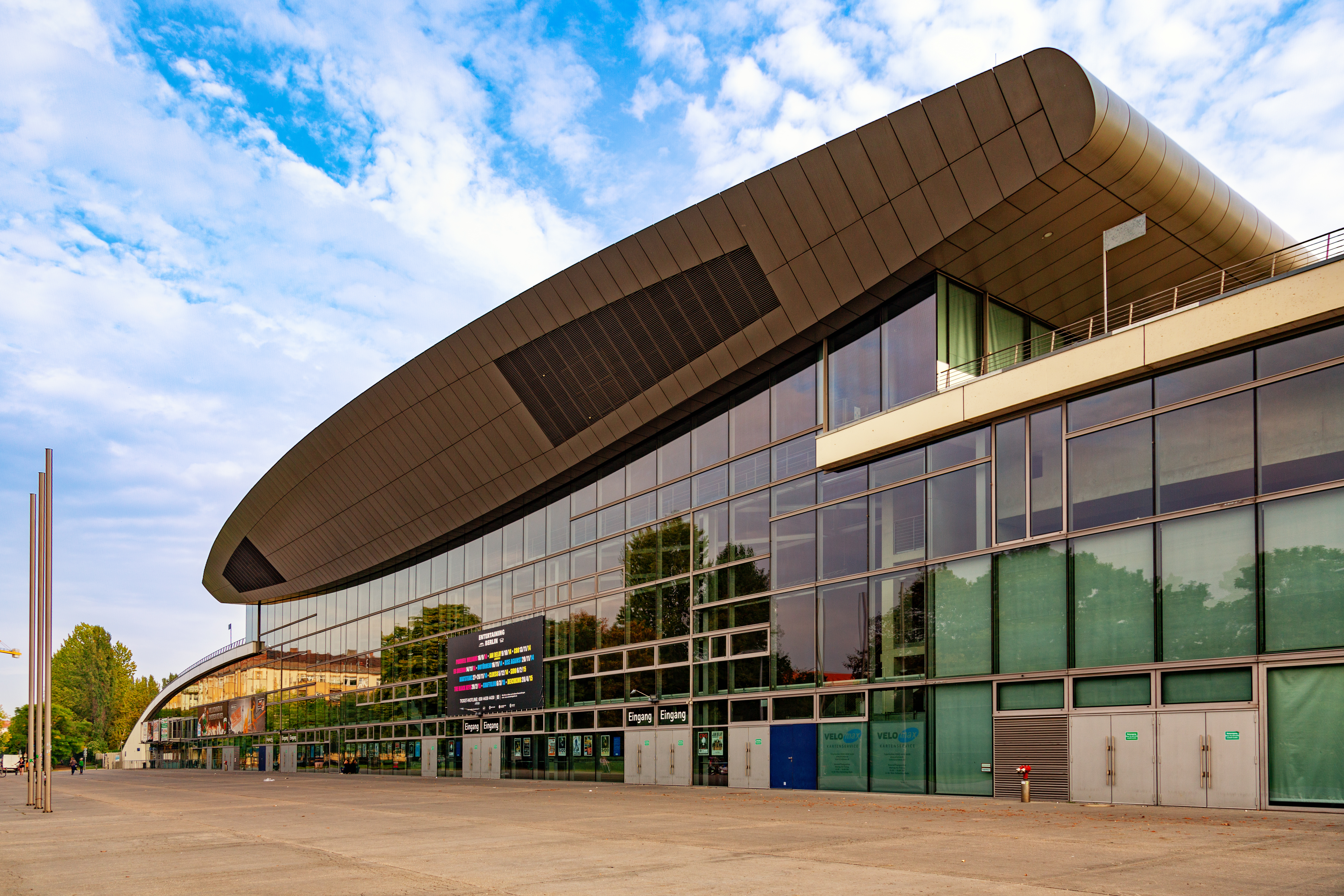
In der Berliner Max-Schmeling-Halle fanden die Volleyball-Finals statt

Insgesamt war die Nutzung von 21 Sportanlagen an etablierten Standorten und auf Messeflächen in Bochum, Duisburg, Düsseldorf, Essen und Mülheim vorgesehen. Als zentrale Veranstaltungs- und Logistikzentren waren die Messe Düsseldorf und die Messe Essen vorgesehen, die als Treffpunkte für Aktive und Offizielle, Veranstaltungsorte für Rahmenveranstaltungen sowie Transportdrehkreuze fungieren sollten. Aus Kostengründen wurde auf die Errichtung eines Sportlerdorfes verzichtet und die Athleten sowie Offiziellen alternativ in den umliegenden Hotels untergebracht. Hotelkapazitäten von über 60.000 Betten deckten den Bedarf von Teilnehmenden und Gästen. Im Juli 2024, ein Jahr vor Beginn der Spiele wurde ein überarbeitetes Konzept zur Reduktion der Kosten vorgestellt. Dabei schied die Landeshauptstadt Düsseldorf als Ausrichterstadt aus und die dort vorgesehenen Wettkämpfe wurden in die anderen Ausrichterstädte Bochum, Duisburg, Essen und Mülheim verlegt. Düsseldorf bleibt Logistik- und Unterstützungsstandort.
Für die Austragung einiger für Düsseldorf geplanter Wettbewerbe im Volleyball, Schwimmen und Wasserspringen ist Berlin als Partnerstadt eingesetzt worden. Die Schwimm- und Sprunghalle im Europasportpark war Schauplatz für den Schwimmsport. Volleyball wurde auf verschiedene Berliner Hallen verteilt, wobei Finals und ausgewählte Spiele in der Max-Schmeling-Halle ausgetragen wurden.
| Stadt                 | Veranstaltungsort                           | Sportarten                 |
| --------------------- | ------------------------------------------- | -------------------------- |
| Bochum                | Lohrheidestadion                            | Leichtathletik             |
| Bochum                | Jahrhunderthalle                            | 3×3-Basketball             |
| Bochum                | Jahrhunderthalle                            | 3×3-Rollstuhlbasketball    |
| Duisburg              | MSV-Arena                                   | Eröffnungsfeier            |
| Duisburg              | Landschaftspark Duisburg-Nord               | Schlussfeier               |
| Duisburg              | Regattabahn Duisburg                        | Rudern                     |
| Duisburg              | ASC Duisburg                                | Wasserball                 |
| Duisburg              | Walter-Schädlich-Halle                      | Basketball                 |
| Duisburg              | Sportpark Duisburg                          | Beachvolleyball            |
| Essen                 | Messe Essen                                 | Fechten                    |
| Essen                 | Messe Essen                                 | Judo                       |
| Essen                 | Messe Essen                                 | Kunstturnen                |
| Essen                 | Messe Essen                                 | Rhythmische Sportgymnastik |
| Essen                 | Messe Essen                                 | Taekwondo                  |
| Essen                 | Messe Essen                                 | Tischtennis                |
| Essen                 | Grugahalle                                  | Basketball                 |
| Essen                 | Sporthalle Am Hallo                         | Basketball                 |
| Essen                 | Tennisanlage von ETuF Essen                 | Tennis                     |
| Essen                 | Sportpark Am Hallo Stadion (Vorrunden)      | Bogenschießen              |
| Essen                 | Zeche Zollverein (Finals)                   | Bogenschießen              |
| Mülheim an der Ruhr   | Westenergie Sporthalle                      | Badminton                  |
| Hagen (Partnerstadt)  | Ischelandhalle                              | Basketball                 |
| Berlin (Partnerstadt) | Ballsporthalle Köpenick                     | Volleyball                 |
| Berlin (Partnerstadt) | Horst-Korber-Sportzentrum                   | Volleyball                 |
| Berlin (Partnerstadt) | Max-Schmeling-Halle                         | Volleyball                 |
| Berlin (Partnerstadt) | Große Sporthalle Sportforum                 | Volleyball                 |
| Berlin (Partnerstadt) | Schwimm- und Sprunghalle im Europasportpark | Schwimmen                  |
| Berlin (Partnerstadt) | Schwimm- und Sprunghalle im Europasportpark | Wasserspringen             |

| Veranstaltungsort         | Sportart                   | Verlegt nach    |
| ------------------------- | -------------------------- | --------------- |
| Arena-Sportpark           | Bogenschießen              | Essen           |
| Arena-Sportpark           | 3×3-Basketball             | Bochum          |
| Arena-Sportpark           | 3×3-Rollstuhlbasketball    | Bochum          |
| Arena-Sportpark           | Beachvolleyball            | Duisburg        |
| Castello                  | Basketball                 | Duisburg, Hagen |
| Castello                  | Rhythmische Sportgymnastik | Essen           |
| Comenius-Gymnasium        | Basketball                 | Duisburg, Hagen |
| Dome in Rath              | Basketball                 | Duisburg, Hagen |
| Dome in Rath              | Geräteturnen               | Essen           |
| Merkur Spiel-Arena        | Volleyball                 | Berlin          |
| Messe Düsseldorf          | Tischtennis                | Essen           |
| Messe Düsseldorf          | Schwimmen                  | Berlin          |
| Mitsubishi Electric Halle | Basketball                 | Duisburg, Hagen |

### Festivals
Als Teil der Austragung wurden in Bochum (17.–20. Juli), Duisburg und Essen (beide 21.–26. Juli) Festivals rund um die Hauptaustragungsorte abgehalten, die tagsüber verschiedene Unterhaltungsangebote boten und im Abendprogramm auch Konzerte und Public Viewing umfassten. Die Festivals fanden als Ruhr Games Festival an der Jahrhunderthalle Bochum, als Summer Park Festival im Grugapark Essen und als Summer Beach Festival auf der Dreieckswiese im Sportpark Duisburg statt. Zum Konzertprogramm gehören u. a. Ski Aggu, Querbeat und Deichkind, die auf der Abschlussfeier spielten.

### Finanzen und Organisation
Die Veranstaltungskosten von 157 Millionen Euro wurden zum Großteil vom Bund und Land geleistet, lediglich etwa 20 Millionen können durch Einnahmen generiert werden, die Städte beteiligten sich mit Sachleistungen.

## Teilnehmer
| Teilnehmer der Summer World University Games 2025 | Teilnehmer der Summer World University Games 2025 | Teilnehmer der Summer World University Games 2025 |
| Europa (2925 Athleten aus 40 Nationen) | Europa (2925 Athleten aus 40 Nationen) | Europa (2925 Athleten aus 40 Nationen) |
| --- | --- | --- |
| - Albanien (6) - Armenien (18) - Aserbaidschan (70) - Belgien (56) - Bosnien und Herzegowina (9) - Bulgarien (8) - Dänemark (30) - Deutschland (300) - Estland (53) - Finnland (76) - Frankreich (120) - Georgien (34) - Großbritannien (174) - Irland (21) | - Israel (27) - Italien (241) - Kosovo (3) - Kroatien - Lettland (37) - Litauen (56) - Luxemburg (7) - Malta (12) - Moldau (31) - Niederlande (105) - Norwegen (54) - Österreich (51) - Polen (222) - Portugal (81) | - Rumänien (64) - San Marino (2) - Schweden (51) - Schweiz (76) - Slowakei (61) - Slowenien (58) - Spanien (144) - Tschechien (131) - Türkei (137) - Ukraine (103) - Ungarn (170) - Zypern (26) |
| Amerika (936 Athleten aus 15 Nationen) | | |
| - Amerikanische Jungferninseln (4) - Argentinien (67) - Brasilien (120) - Chile (118) - Costa Rica (6) | - Ecuador (74) - Guatemala (1) - Guyana (1) - Haiti (6) - Honduras (2) | - Kanada (125) - Kolumbien (63) - Mexiko (46) - Paraguay (1) - Vereinigte Staaten (302) |
| Asien (1785 Athleten aus 30 Nationen) | | |
| - Bangladesch (9) - Bhutan (4) - China, Volksrepublik (116) - Chinesisch Taipeh (193) - Hongkong (83) - Indien (331) - Iran (12) - Japan (238) - Kambodscha (20) - Kasachstan (77)                                                                          | - Katar (7) - Kirgisistan (15) - Laos (1) - Libanon (42) - Macau (38) - Malaysia (61) - Mongolei (62) - Nepal (14) - Oman (19) - Pakistan (25)                                                                      | - Philippinen (7) - Saudi-Arabien (33) - Singapur (7) - Sri Lanka (28) - Südkorea (222) - Tadschikistan (4) - Thailand (62) - Usbekistan (50) - Vereinigte Arabische Emirate (1) - Vietnam (4)  |
| Afrika (235 Athleten aus 17 Nationen) | | |
| - Ägypten (25) - Äthiopien (4) - Botswana (5) - Gambia (1) - Kenia (20) - Libyen (4) | - Mali (6) - Nigeria (4) - Sambia (18) - São Tomé und Príncipe (1) - Senegal (7) - Simbabwe (6) | - Somalia (1) - Südafrika (101) - Tansania (2) - Tunesien (3) - Uganda (27) |
| Ozeanien (255 Athleten aus 2 Nationen) | | |
| - Australien (172) | - Neuseeland (83) | |
| Sonstige (47 individuelle Athleten) | | |
| - Individuelle Neutrale Athleten (47) | | |

## Zeitplan
Die Spiele fanden vom 16. bis 27. Juli 2025 über 12 Tage statt.
| Zeitplan        | Zeitplan                   | Zeitplan | Zeitplan | Zeitplan | Zeitplan | Zeitplan | Zeitplan | Zeitplan | Zeitplan | Zeitplan | Zeitplan | Zeitplan | Zeitplan | Zeitplan           |
| Disziplin       | Disziplin                  | Mi. 16.  | Do. 17.  | Fr. 18.  | Sa. 19.  | So. 20.  | Mo. 21.  | Di. 22.  | Mi. 23.  | Do. 24.  | Fr. 25.  | Sa. 26.  | So. 27.  | Ent- schei- dungen |
| Disziplin       | Disziplin                  | Juli     | Juli     | Juli     | Juli     | Juli     | Juli     | Juli     | Juli     | Juli     | Juli     | Juli     | Juli     | Ent- schei- dungen |
| --------------- | -------------------------- | -------- | -------- | -------- | -------- | -------- | -------- | -------- | -------- | -------- | -------- | -------- | -------- | ------------------ |
| Eröffnungsfeier |                            |          |          |          |          |          |          |          |          |          |          |          |          |                    |
| Badminton       | Badminton                  |          |          |          |          | 1        |          |          |          |          |          | 5        |          | 6                  |
| Basketball      | Basketball                 |          |          |          |          |          |          |          |          |          | 1        | 1        |          | 2                  |
| Basketball      | 3×3-Basketball             |          |          |          |          | 2        |          |          |          |          |          |          |          | 2                  |
| Basketball      | 3×3-Rollstuhlbasketball    |          |          |          |          | 2        |          |          |          |          |          |          |          | 2                  |
| Beachvolleyball | Beachvolleyball            |          |          |          |          |          |          |          |          |          |          | 2        |          | 2                  |
| Bogenschießen   | Bogenschießen              |          |          |          |          |          |          |          |          |          | 6        | 4        |          | 10                 |
| Fechten         | Fechten                    |          | 2        | 2        | 2        | 2        | 2        | 2        |          |          |          |          |          | 12                 |
| Judo            | Judo                       |          |          |          |          |          |          |          | 5        | 4        | 5        | 1        |          | 15                 |
| Leichtathletik  | Leichtathletik             |          |          |          |          |          | 1        | 5        | 5        | 12       | 3        | 11       | 14       | 51                 |
| Rudern          | Rudern                     |          |          |          |          |          |          |          |          |          |          |          | 11       | 11                 |
| Schwimmsport    | Schwimmen                  |          | 3        | 5        | 7        | 5        | 6        | 7        | 9        |          |          |          |          | 42                 |
| Schwimmsport    | Wasserball                 |          |          |          |          |          |          |          |          |          |          | 2        |          | 2                  |
| Schwimmsport    | Wasserspringen             |          | 2        | 2        | 2        | 2        | 1        | 1        | 3        |          |          |          |          | 13                 |
| Taekwondo       | Taekwondo                  |          | 3        | 2        | 4        | 4        | 4        | 4        | 5        |          |          |          |          | 24                 |
| Tennis          | Tennis                     |          |          |          |          |          |          |          |          |          | 3        | 4        |          | 7                  |
| Tischtennis     | Tischtennis                |          |          |          |          | 2        |          | 1        | 2        | 2        |          |          |          | 7                  |
| Turnsport       | Kunstturnen                |          |          |          |          |          |          |          | 1        | 1        | 2        | 10       |          | 13                 |
| Turnsport       | Rhythmische Sportgymnastik |          |          | 2        | 6        |          |          |          |          |          |          |          |          | 8                  |
| Volleyball      | Volleyball                 |          |          |          |          |          |          |          | 1        | 1        |          |          |          | 2                  |
| Abschlussfeier  |                            |          |          |          |          |          |          |          |          |          |          |          |          |                    |
| Entscheidungen  | Entscheidungen             |          | 10       | 13       | 21       | 20       | 14       | 20       | 31       | 20       | 20       | 40       | 25       | 234                |
|                 |                            | Mi. 16.  | Do. 17.  | Fr. 18.  | Sa. 19.  | So. 20.  | Mo. 21.  | Di. 22.  | Mi. 23.  | Do. 24.  | Fr. 25.  | Sa. 26.  | So. 27.  | Gesamt             |
| Juli            |                            |          |          |          |          |          |          |          |          |          |          |          |          | Gesamt             |

Farblegende

## Medaillenspiegel
| Platz  | Land                         | 00  | 00  | 00  | Gesamt |
| ------ | ---------------------------- | --- | --- | --- | ------ |
| 1      | Japan                        | 34  | 21  | 24  | 79     |
| 2      | China, Volksrepublik         | 30  | 27  | 17  | 74     |
| 3      | Vereinigte Staaten           | 28  | 27  | 29  | 84     |
| 4      | Südkorea                     | 21  | 9   | 27  | 57     |
| 5      | Italien                      | 14  | 10  | 19  | 43     |
| 6      | Deutschland                  | 11  | 12  | 17  | 40     |
| 7      | Südafrika                    | 6   | 5   | 8   | 19     |
| 8      | Türkei                       | 6   | 5   | 7   | 18     |
| 9      | Chinesisch Taipeh            | 5   | 13  | 7   | 25     |
| 10     | Polen                        | 5   | 11  | 8   | 24     |
| 11     | Australien                   | 5   | 3   | 4   | 12     |
| 12     | Großbritannien               | 4   | 8   | 6   | 18     |
| 13     | Usbekistan                   | 4   | 4   | 7   | 15     |
| 14     | Ukraine                      | 4   | 3   | 5   | 12     |
| 15     | Spanien                      | 3   | 7   | 6   | 16     |
| 16     | Frankreich                   | 3   | 5   | 9   | 17     |
| 17     | Schweiz                      | 3   | 4   | 3   | 10     |
| 18     | Tschechien                   | 3   | 2   | 6   | 11     |
| 19     | Litauen                      | 3   | –   | 4   | 7      |
| 20     | Indien                       | 2   | 5   | 5   | 12     |
| 21     | Thailand                     | 2   | 4   | 4   | 10     |
| 22     | Niederlande                  | 2   | 4   | 2   | 8      |
| 23     | Brasilien                    | 2   | 3   | 7   | 12     |
| 24     | Aserbaidschan                | 2   | 2   | –   | 4      |
| 25     | Kanada                       | 2   | 1   | 8   | 11     |
| 26     | Hongkong                     | 2   | 1   | 4   | 7      |
| 27     | Finnland                     | 2   | 1   | 3   | 6      |
| 28     | Portugal                     | 2   | 1   | 2   | 5      |
| 29     | Moldau                       | 2   | –   | –   | 2      |
| 30     | Georgien                     | 1   | 3   | 1   | 5      |
| 31     | Kenia                        | 1   | 2   | 2   | 5      |
| 32     | Belgien                      | 1   | 1   | 2   | 4      |
| 33     | Norwegen                     | 1   | 1   | 1   | 3      |
| 33     | Slowakei                     | 1   | 1   | 1   | 3      |
| 33     | Schweden                     | 1   | 1   | 1   | 3      |
| 36     | Irland                       | 1   | 1   | –   | 2      |
| 37     | Kasachstan                   | 1   | –   | 10  | 11     |
| 38     | Kirgisistan                  | 1   | –   | 1   | 2      |
| 39     | Armenien                     | 1   | –   | –   | 1      |
| 39     | Dänemark                     | 1   | –   | –   | 1      |
| 39     | Israel                       | 1   | –   | –   | 1      |
| 39     | Luxemburg                    | 1   | –   | –   | 1      |
| 39     | Slowenien                    | 1   | –   | –   | 1      |
| 44     | Ungarn                       | –   | 10  | 8   | 18     |
| 45     | Kroatien                     | –   | 2   | 2   | 4      |
| 46     | Tunesien                     | –   | 1   | 2   | 3      |
| 47     | Malaysia                     | –   | 1   | 1   | 2      |
| 48     | Ägypten                      | –   | 1   | –   | 1      |
| 48     | Kosovo                       | –   | 1   | –   | 1      |
| 48     | Lettland                     | –   | 1   | –   | 1      |
| 48     | Amerikanische Jungferninseln | –   | 1   | –   | 1      |
| 52     | Rumänien                     | –   | –   | 4   | 4      |
| 53     | Zypern                       | –   | –   | 2   | 2      |
| 53     | Neuseeland                   | –   | –   | 2   | 2      |
| 55     | Österreich                   | –   | –   | 1   | 1      |
| 55     | Kolumbien                    | –   | –   | 1   | 1      |
| 55     | Mexiko                       | –   | –   | 1   | 1      |
| 55     | Mongolei                     | –   | –   | 1   | 1      |
| Gesamt | Gesamt                       | 234 | 234 | 297 | 765    |